# 영국-프랑스 관계

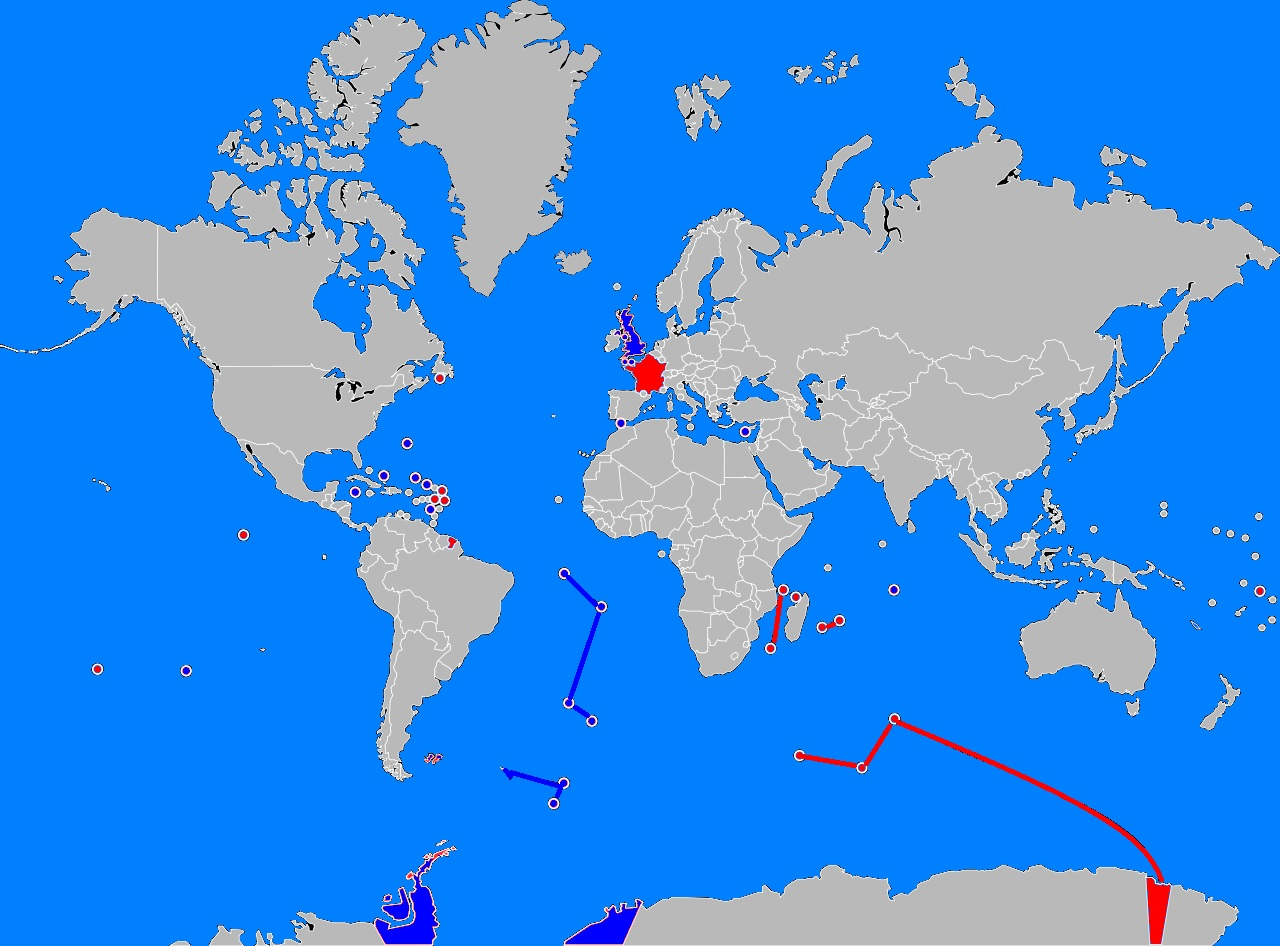
영국-프랑스 영토

영국-프랑스 관계는 그레이트 브리튼 및 북아일랜드 연합 왕국과 프랑스 공화국의 상호관계를 말한다. 두 나라는 오래 전부터 지금까지 계속 라이벌 관계이다.

## 역사

### 17세기까지

12세기의 프랑스와 아키텐 공작령

신석기 시대에, 현재의 영국과 프랑스 각지에서는 공통적으로 고인돌(dolmen)·선돌(menhir)·화석(cromlech)·스톤헨지(stonehenge) 등 세련된 거석 기념물이 만들어졌다. 영불 간의 교류는 카이사르의 갈리아 침공 이전에, 양국의 공통의 적이었던 고대 로마와 전쟁을 벌인 게르만족과의 거래를 통하여 생활하였던 두 나라의 사람들로부터 시작되어, 그들은 로마 제국의 통치하에서도 거래를 계속하여, 양 지역은 500여년 동안 상호 교류가 활발히 일어났다. 그러나, 그후 약 500년 동안은 양 지역에 각각 다른 게르만 부족이 침입함에 따라 교류가 매우 침체되었다. 이러한 1천년의 세월이 끝나갈 무렵, 브리튼 제도는 주로 스칸디나비아반도 지역과 상호 영향을 주었고, 프랑스의 대외 관계는 주로 신성 로마 제국의 관계에 집중되었다. 프랑스에서는 카롤링거 왕조(580~876) 이후에 두 가문 사이에서 때때로 중단되었다가 다시 시작되곤 했던 권력 투쟁을 거쳐, 위그 카페가 왕으로 즉위(재위 987~996)하였다. 그는 프랑스의 공작이며 파리의 백작이었고, 발루아 가문, 부르봉 가문의 분파까지 포함하는 카페 왕조를 창설하였고, 그 왕조는 800년이 넘는 세월동안 ― 1792년 루이 16세의 처형 때까지 ― 프랑스를 통치하였다. 생클레르쉬레프트 조약(911)에 의하여 스칸디나비아에서 온 바이킹족의 두목 롤로에게 하사된 공작령인 센 강 하류의 노르망디 공국은, 1066년에 롤로의 후손 노르망디 공작 기욤이 영국을 정복하고 왕이 되면서(재위 1066~87) 프랑스 왕실에게는 다루기 곤란한 지역이 되었다. 비록 프랑스 내에서는 노르망디 공작이 프랑스 왕의 신하이지만, 프랑스 외부에서는 동등한 왕이기 때문이었다. 상황은 갈수록 악화되었다. 루이 7세(재위 1137~80)와 이혼(1152)한 프랑스의 전 왕비인 엘레오노르는, 노르망디 공작 헨리 플랜태저넷과 재혼(1152)하였다. 엘레오노르는 아키텐 공작이 다스리던 프랑스 서남부 지역을 물려받은 인물이었다. 1154년에 노르망디 공작이 영국왕으로 즉위하였는데, 그가 헨리 2세이었다. 헨리는 자신의 어머니인 마틸다를 통해 노르망디 공국을 물려받았고, 아버지로부터는 앙주 지방을 물려받은 인물이었다. 엘레오노르와 그녀의 네 아들 중 세 명이 이끈 1173-1174년의 반란군이 패한 이후에, 헨리는 엘레오노르를 감옥에 가두었다. 그리고 그는 자신의 봉신을 브르타뉴 공작으로 임명했으며, 그 결과 프랑스 서부를 다스리게 된 그는 프랑스 왕실보다 더 큰 힘과 더 넓은 영토를 지니게 되었다.

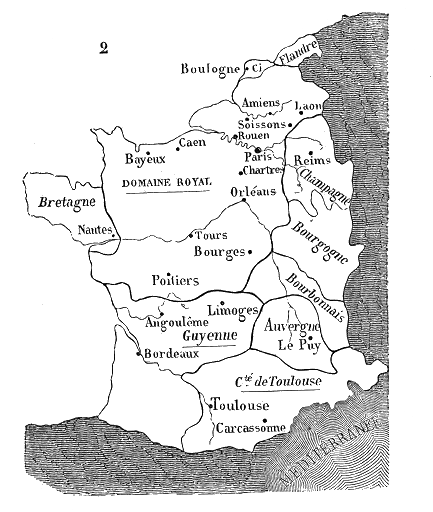
1223년의 프랑스.

그러나 헨리의 후손들 사이에서 그의 프랑스 영토를 분할하는 문제로 논쟁이 벌어지고, 존 왕(재위 1199~1216)과 필리프 2세(재위 1180~1223) 사이에 긴 분쟁이 그 논쟁과 얽히면서, 결국 프랑스 왕 필리프 2세는 헨리 2세가 프랑스 내에서 차지했던 영토의 대부분에 대한 영향력을 회복하였다. 부빈 전투(1214)에서 프랑스가 대승을 거둔 이후에, 영국 왕실은 프랑스 남서부의 귀예네 공국에 대해서만 권력을 행사할 수 있었다.
프랑스와 스코틀랜드는 오울드 얼라이언스(Auld Alliance)를 통해 중세 말에 군사적 동맹을 맺고 있었다. 중세 이후로, 프랑스와 잉글랜드 왕국은 유럽대륙의 주도권 및 식민지 쟁탈을 놓고 서로 적대국인 경우가 많았으나 때로는 동맹을 맺기도 하였다. 양국은 이탈리아 전쟁(1494~1559)에서 서로 반대 진영에 속해 있었다. 잉글랜드 왕국에서는 종교개혁이 일어나 국민 대다수가 개신교로 개종함으로써 로마 가톨릭교회가 우세한 프랑스와 더 한층 멀어졌다. 이로 인해 양국은 서로를 단순한 외부의 적이 아니라 이교도로 취급하게 되었다. 양국에서는 시민들의 격렬한 종교 분쟁이 일어났다. 로마카롤릭교도인 프랑스의 루이 13세의 압제로 인하여 개신교 중 하나인 위그노의 상당수가 잉글랜드 왕국으로 피신하였고, 마찬가지로 많은 가톨릭교도들이 잉글랜드 왕국에서 프랑스로 피신하였다. 잉글랜드 왕국의 헨리 8세는 프랑스와 동맹을 추구하였고, 프랑스의 프랑수아 1세와 대면 회담(1520)을 갖기도 하였다. 16~17세기, 스페인이 지배적인 강대국으로 떠오르자, 잉글랜드 왕국은 프랑스와 함께 균형추로서 작용하였다. 이러한 구도는 유럽에 있어서 힘의 균형을 유지하고 어느 한 국가가 압도적인 힘을 갖는 것을 방지하고자 한 것이었다. 잉글랜드 왕국의 핵심정책은 유럽을 통합한 군주가 잉글랜드 섬을 지배할 것을 두려워하는 것에서 비롯된 것이었다. 베스트팔렌 조약(1648)에 따라 스페인의 힘이 약해지자, 루이 14세가 통치하던 프랑스는 유럽 및 전세계에서 적극적인 확장 정책을 펼치기 시작하였다. 잉글랜드 왕국은 프랑스가 유럽 대륙에서 우위를 차지하고 단일 군주가 되는 것을 막기 위한 정책으로 나아갔다. 프랑스에 있어서 잉글랜드 왕국은 주로 해군 및 부분적으로 사략선에 의존하는 해적 국가라고 인식되어 있었고, "불신의 알비온"이라는 말로 잉글랜드 왕국을 경멸하였다. 그러던 차에, 양국의 정치 철학에 예사롭지 않은 변화가 일어났다. 잉글랜드 왕국에서는 잉글랜드 내전(1642~51) 때, 권한 남용 혐의로 찰스 1세가 처형당하였고(1649), 나중에 제임스 2세는 명예혁명을 거쳐 왕위를 얻게 되었다(1660). 반면에 프랑스에서는 군주와 귀족의 권력이 거의 통제받지 않고 있었다.
두 나라는 다시 9년 전쟁(1688~97)에서 맞붙었다. 이러한 양국의 구도는 18세기까지 이어졌다. 카드리유 춤에서 네사람이 파트너를 바꾸어 춤을 추듯, 유럽의 국가 간의 동맹은 지속적으로 바뀌는 구도가 이어졌고(따라서 이것을 "stately quadrille"라고 부른다), 이로 인해 전쟁이 간헐적으로 발발하였다.

### 오스트리아 왕위 계승 전쟁
1707년 연합법에 의하여 스코틀랜드 왕국과 잉글랜드 왕국(웨일스는 이미 잉글랜드 왕국의 일부였다)이 합병하여 그레이트브리튼 왕국이 될 것을 결의하였다. 이것은 대륙의 간섭을 두려워한 탓이기도 하였다. 신생국 그레이트브리튼 왕국이 의회중심의 정치를 발전시킨 반면, 프랑스는 여전히 절대군주의 체제가 지배하고 있었다. 17세기말에 고착된 유럽의 5대 강국에는 그레이트브리튼 왕국과 프랑스도 포함되어 있었다. 그레이트브리튼 왕국과 프랑스는 스페인 왕위 계승 전쟁(1702~13)과 오스트리아 왕위 계승 전쟁(1740~48)에서 다시 맞붙었다. 이 전쟁들은 유럽에 있어서 힘의 균형을 유지하기 위한 시도들에서 비롯한 것이었다.
1740년 신성 로마 제국의 카를 6세가 사망하면서 제위 계승 문제가 부각되었다. 황제는 자신의 딸 마리아 테레지아에게 제위와 영토를 상속하고 싶어 생전에 이미 국사칙령을 선포하고 제후들의 동의를 얻어둔 터였다. 국사칙령은 여성의 왕위 계승을 금지하는 전통적인 게르만 법에 반하여 마리아 테레지아의 제위 상속을 규정한 것이었다. 하지만 실제로 카를 6세가 서거하고 마리아 테레지아가 그 뒤를 계승하자 제후들은 그 칙령을 인정하려 하지 않았다. 특히 프로이센은 칙령을 무시하고 실레지아를 점령하였다. 오스트리아는 그레이트브리튼 왕국의 지원을 받아 프로이센에 저항하였고 이에 프랑스와 에스파냐가 프로이센을 지지하면서 오스트리아 왕위 계승 전쟁(1740~48년)이 발발하였다. 북아메리카 대륙에서는 아카디아와 북부 뉴잉글랜드의 경계를 둘러싸고 영국과 프랑스 간의 식민지 전쟁(조지 왕 전쟁)이 일어나(1744~48년), 영국군의 우세 아래 전투가 진행되어 1745년 루이스부르그를 점령하였는데, 아헨 화약(和約) 결과 점령지는 상호 반환한다는 선에서 일시 타협을 보였다. 인도에서는 1746년에서 1748년에 걸쳐 제1차 카르나티크 전쟁(First Carnatic War)이 영국과 프랑스 사이에서 벌어졌다. 유럽에서의 전쟁은 오스트리아와 영국의 승리로 끝났고, 엑스라샤펠 조약 (1748년)이 체결되었다. 이 조약에 의해 마리아 테레지아의 제위가 인정되었고 프로이센은 패전국이었음에도 불구하고 실레지아 지방을 그대로 보유하였다. 이 전쟁에서 정작 아무것도 얻지 못한 것은 프랑스였다. 또한, 오스트리아 왕위 계승 전쟁은 유럽만이 아니라 이와 같이 북미와 인도에 있는 양국의 해외 식민지에까지 확대되어 프랑스의 식민 정책에 치명적인 결과를 안겨주었다. 프랑스와 영국의 식민지 경쟁은 17세기 이래 계속되어온 것이었다. 서인도 제도에서는 영국령의 자메이카와 프랑스령의 산토도밍고, 북아메리카에서는 대서양 연안에 자리 잡은 영국과 루이지애나에 자리 잡은 프랑스가 대립하고 있었으며, 인도에서는 프랑스의 동인도회사와 영국의 동인도회사가 각각 경쟁하고 있었다. 그러나 오스트리아 왕위계승전쟁과 이후 7년 전쟁(1756~63년)을 계기로 프랑스는 해외 식민지 경쟁에서 영국에 대한 우위권을 완전히 상실하였다.

### 7년 전쟁
오스트리아 계승전쟁에서 실레지아를 획득한 프로이센은 프리드리히 2세하에서 점차 강력해졌다. 프로이센의 세력 확대는 프랑스를 불안하게 만들었다. 결국 프랑스는 200년간 외교적 숙적이었던 오스트리아와 화해하여 프로이센을 견제하려 하였다. 오스트리아 역시 실레지아 지방을 회복하기 위해 프로이센을 침략할 기회를 노리고 있던 터라 화해는 쉽게 이루어졌다. 프랑스는 오스트리아 외에도 러시아를 끌어들여 프로이센에 대항하였고 이에 프로이센은 영국의 지지를 얻어 맞섰다. 전쟁은 7년 동안 계속되었기 때문에 흔히 7년 전쟁(1756~63년)으로 불린다. 이 전쟁은 실레지아 영유권 때문에 일어났지만 전 유럽 국가들이 개입하였고, 지역적으로도 해외에까지 확대되어 프랑스와 영국의 식민지 쟁탈전의 양상까지 띠었다. 그러나 이번 전쟁에서도 프랑스는 패배하였다. 프랑스는 1763년 파리 조약에 의해 캐나다의 왼쪽은 영국에게, 오른쪽은 에스파냐에게 양도하였다. 이로 인해 영국은 북아메리카와 인도에서 압도적인 우위를 장악하였다. 프랑스에게 그나마 다행인 것은 설탕산지인 서인도 제도를 계속 보유한 점인데 국내의 여론이 어느 정도 진정될 수 있었던 것도 그 때문이었다. 아무튼 7년 전쟁에 의해 영국은 세계 제국으로서의 지위를 확보한 반면 프랑스는 루이 14세 시대의 영광을 상실하였다.

### 프랑스 혁명
영국이 아메리카 대륙에서 미국과 전쟁을 치르자(→미국 독립 전쟁, 1775~83년) 영국을 견제하려던 프랑스는 해군과 육군을 파병하여 미국에게 직접 군사 지원을 하기도 했다. 그러나 프랑스는 이 전쟁을 위해 너무 많은 돈을 써 심각한 재정위기를 겪게 되고, 결국 이것은 프랑스 혁명(1789년)의 원인이 되기도 했다.
프랑스 혁명으로 들어선 혁명 정부가 루이 16세를 처형(1793년 1월 21일)하자 그때까지만 해도 시민 혁명에 동정적이었던 잉글랜드조차 반혁명의 입장에 서게 되었다. 또한 잉글랜드로서는 네덜란드가 프랑스의 손에 떨어지는 것은 자국의 안보에도 심각한 문제였다. 이러한 이유로 잉글랜드는 합스부르크 군주국 등과 함께 제1차 대프랑스 동맹(1793~97)을 맺었다. 2월 1일, 프랑스는 잉글랜드에 대해서 선전 포고를 했다. 영국은 해상 봉쇄를 시작(5월 30일)하여 프랑스 해군의 거점인 툴롱 항을 포위했다. 그러자 궁지에 빠진 프랑스 국민 의회는 "국가총동원령"을 발령(8월 23일)하고, 징병제를 시행했다. 허용된 30만명 모병과 달리, 각 계층의 국민을 평등하게 징병하여 새로 120만 군인이 군에 참가했다. 이것은 용병을 군대의 주력으로 하고 있던 당시의 유럽 군주제 국가에서는 상상할 수 없을 정도의 큰 병력이었다. 거대한 국민군으로 바뀐 프랑스군은 라자르 카르노의 지도 하에 13개 군단으로 재편했고, 반격의 준비를 갖췄다. 9월 위샤르는 요크 공작 프레더릭이 이끄는 잉글랜드군을 9월 8일 혼트쇼트 전투에서 승리하여 됭케르크를 포위에서 풀어 놓았다. 한편, 툴롱은 후드 총독이 지휘하는 잉글랜드 함대의 지원을 받고 있었다. 프랑스군은 10월 30일과 11월 15일 두 번에 걸친 툴롱 공격에 실패하여 사령관이 파면되었다. 후임 사령관으로 취임한 뒤고미에는 당시 아직 24세 포병 장교 나폴레옹 보나파르트가 세운 지혜로운 전략을 채택하여 12월 19일 툴롱 탈환에 성공했다.(툴롱 포위전) (→프랑스 혁명 전쟁)
오스트리아의 탈락으로 제1차 대프랑스 동맹은 붕괴(1797)되고, 잉글랜드만이 프랑스와 싸우는 형국이 되었다. 그러나 제해권을 쥐고 있는 영국에게 프랑스는 타격을 줄 수 없었다. 그래서 나폴레옹은 잉글랜드와 인도와의 연계를 끊기 위해, 오스만 제국령 이집트에 원정(1798)하였다. 1798년 5월 19일, 나폴레옹이 이끄는 이집트 원정군은 툴롱 항을 출발하였다. 7월 2일 이집트 아부키르 만에 상륙했다. 7월 21일 피라미드 전투에서 현지군에게 승리를 거두고 이어 카이로에 입성한다. 그러나 10일 후 8월 1일 나일 해전에서 넬슨이 이끄는 영국 함대에 프랑스 함대가 대패하여 나폴레옹은 이집트에 고립되게 된다. 나폴레옹은 시리아 방면으로 침공하여 아코를 포위하지만(아코 공방전, 1799년 3월 18일 -5월 20일) 공략에 실패하고 이집트로 퇴각했다.
1798년 8월 아일랜드의 반란을 틈타 프랑스군은 다시 아일랜드에 대한 원정을 실시한다. 이번엔 상륙에 성공하지만, 제해권이 없는 상황에서 전략은 오래가지 않았고, 증원을 하지 못한 원정군은 9월에 항복했다.
한편, 1798년 1월부터 스웨덴의 악셀 폰 페르센 백작의 중재 하에 프랑스 혁명 전쟁의 종결을 목표로 한 제2차 라슈타트 회의가 열렸는데, 이것은 메테르니히의 책략으로서 오스트리아는 회의를 질질끌어 강화를 하기 전에 대프랑스 동맹을 재건할 시간 벌기에 성공한다. 그리고, 1798년 이탈리아 원정을 마친 나폴레옹 보나파르트는 영국과 인도의 연락을 끊기 위해 오스만 제국령 이집트 원정에 나섰다. 오스만 제국을 상대하여 육전에서는 승리를 거듭했지만, 나일 해전에서 프랑스 함대는 허레이쇼 넬슨이 이끄는 영국 함대에 패배하여, 나폴레옹은 이집트에서 발이 묶이게 되었다. 나폴레옹의 부재를 틈타, 영국은 오스트리아 · 러시아 등과 함께 제2차 대프랑스 동맹을 결성(1798년 12월 24일)하였으나, 1800년 오스트리아 · 러시아는 즉시 프랑스와 강화를 맺고 동맹에서 탈퇴함으로써 오직 잉글랜드만이 프랑스와의 전쟁을 계속하는 상황이 되었다. 1801년 3월 22일 잉글랜드군과 오스만 제국군은 이집트의 제2차 아부키르 전투에서 승리하여 반년 후에 프랑스의 이집트 원정군을 항복하게 했다.
영국에서는 대프랑스 주전파인 윌리엄 피트가 국내의 종교 문제 등으로 퇴진(1801년 3월 14일)하고, 대프랑스 주화파인 헨리 애딩턴이 수상이 되었다. 프랑스의 첫 번째 집정 나폴레옹도 국내의 안정을 중시하고 강화를 원하고 있었다. 1802년 3월 25일 양국은 프랑스 북부 아미앵에서 강화 조약을 체결했다. (→아미앵 조약) 영국은 그때까지 얻은 프랑스의 영토 취득을 승인하고, 몰타 · 케이프 식민지 · 이집트 등 점령지에서 군대를 철수할 것을 약속했다. 프랑스도 나폴리 왕국과 교황령에서 철수를 약속했다. 이후 1년 간 양국을 포함한 유럽에 평화가 지속되었다.

### 나폴레옹 전쟁
그러나 프랑스에 의해 유럽시장에서 영국제품의 판매금지와 조약위반행위 등으로 인해 다시 영국과 프랑스간의 대립이 심화되면서 영국은 아미앵 조약을 파기(1803년 5월 16일)하고 프랑스에 선전포고를 하였다. 전쟁의 목적은 프랑스의 구체제 회복에서 나폴레옹의 타도로 변하게 되었다. 또한 3월 21일 나폴레옹에 대한 쿠데타 계획에 참여했다는 것만으로 프랑스 왕족 앙갱 공이 처형당한 일이 벌어져 유럽 여러 나라의 비난을 받으면서 프랑스와의 전쟁에 박차를 가하게 되었다. 양국은 유럽 전체를 침몰시킨 나폴레옹 전쟁(1803~15)으로 돌입한다. 영국과 프랑스를 포함한 5대 강국이 유지하고 있었던 세력균형원칙은 나폴레옹 전쟁으로 크게 위협받게 되었다. 나폴레옹이 유럽 전체를 지배하려는 것이 아니냐는 의구심이 유럽에 팽배하게 되었다. 1804년 5월 28일 나폴레옹은 제정을 선포했다. 12월 2일 대관식을 거행하고, 프랑스 황제 나폴레옹 1세가 되었다. 1805년 나폴레옹은 영국 상륙을 계획하고, 도버해협에 인접한 브르타뉴에 18만의 병력을 집결시켰다. 이에 대해 영국은 오스트리아-합스부르크, 러시아 등을 끌어들여 제3차 대프랑스 동맹을 결성했다. 피에르 빌뇌브 제독이 이끄는 프랑스-스페인 연합함대는 넬슨이 이끄는 영국함대에게 포착되어 10월 21일 트라팔가르 해전에서 괴멸 당했다. 다만 이 해전은 곧바로 대륙에 있던 나폴레옹의 패권에는 영향을 주지 못했다. 1806년 7월 영국은 프로이센 · 러시아 · 스웨덴 등과 더불어 제4차 대프랑스 동맹을 결성하고, 10월 9일 프랑스에 선전포고를 하였다. 프로이센을 격파한 프랑스의 나폴레옹은 베를린에서 대륙봉쇄령(《베를린 칙령》)을 발표했다.(11월 21일) 이것은 산업 혁명이 발흥하고 있던 영국과 유럽대륙 여러 나라와의 교역을 금지시켜, 영국을 경제적으로 고립시키려는 의도였다. 그러나 오히려 교역 상대를 잃어버린 유럽 여러 나라측이 경제에 큰 타격을 입는 결과를 낳았다.
1808년 나폴레옹이 자신의 형 조제프 보나파르트 - 그는 이미 나폴레옹에 의해 1806년부터 나폴리와 시칠리아의 국왕에 임명된 상태였다 - 를 스페인 왕위에 올렸다. 이에 반발한 민중은 5월 2일 마드리드에서 봉기했다. 이 반란은 삽시간에 스페인 전역으로 확산되었다. 반란을 지원하기 위해 영국은 웰즐리(후에 웰링턴 공작)의 부대를 파견하였다. 11월 나폴레옹은 직접 20만 대군을 이끌고 스페인을 침공해 1809년 1월까지 영국군을 몰아낸 후, 전후 처리를 술트 원수에게 맡기고 귀환했다. 그러나 그 뒤에도 스페인 측은 게릴라전과 영국의 지원을 받으며 완강한 저항을 계속했다. 이 반도(半島) 전쟁은 진흙탕 전쟁으로 변하고, 프랑스는 대군을 몰아넣었으나 최종적으로 패배했다. 영국은, 나폴레옹이 스페인에서 고전하는 것을 목격한 오스트리아와 제5차 대프랑스 동맹을 결성했다.(1809년 4월)
프랑스가 러시아 원정(1812)에서 대패하자 유럽 각국은 일제히 반 나폴레옹의 기치를 내걸었다. 처음으로 움직인 것이 프로이센이었으며, 주변 나라들에게 호소하여 영국 등과 함께 제6차 대프랑스 동맹을 결성(1813년 2월)하였다. 러시아 원정으로 수십만의 군사를 잃은 나폴레옹은 강제적으로 청년들을 징집하였다. 1813년 봄, 변변찮은 군대로도 나폴레옹은 프로이센 · 오스트리아 · 러시아 · 스웨덴 등 동맹군과의 전투에서 승리를 거둔 후 휴전을 하였다. 메테르니히와의 평화교섭이 불발된 후, 라이프치히 전투(1813년 10월 16~19일)에서는 동맹군에게 포위공격 당하여 대패한 후, 프랑스로 도망갔다. 이는 나폴레옹의 몰락을 초래하였다.
1814년에 정세는 한층 더 악화되어 프랑스 북동쪽에서는 슈바르트베르크와 게프하르트 레베레히트 폰 블뤼허의 연합군 25만이, 북서쪽에서는 베르나도트 장군의 16만이, 남쪽에서는 웰즈 리 장군의 10만 대군이 프랑스 국경으로 진격하여 대포위망을 구축하였다. 이에 반해 나폴레옹은 불과 7만의 군세로 절망적인 싸움을 할 수 밖에 없었다. 3월 31일에는 제국의 수도 파리가 함락된다. 나폴레옹은 종전을 목적으로 퇴위를 하겠다고 했지만, 배신한 마르몽 원수 등에 의해 무조건 퇴위를 강요당하여, 결국 1814년 4월 16일 퐁텐블로 조약을 체결한 뒤 지중해의 작은 섬인 엘바섬으로 추방되었다.
나폴레옹이 실각한 후, 빈 회의가 열려 전후 유럽을 어떻게 재편해야 할지를 각국 정상들이 의논을 하였지만, 각국의 이해관계가 얽혀 있었기 때문에 회의는 좀처럼 제대로 진행되지 않았다. 게다가 프랑스 왕으로 즉위한 루이 18세의 시대착오적인 통치에 대해 민중은 점차 불만을 품기 시작했다.
1815년 나폴레옹은 엘바섬을 탈출하여 파리로 돌아오고 나서 복위하는 데 성공한다. 나폴레옹은 자유주의적인 새로운 헌법을 발표하여 자신에게 비판적인 세력과의 타협을 시도했다. 그리고 연합국에게도 강화를 제안했지만 거부당하여 결국 또다시 전쟁을 하게 되었다. 초반에는 승세를 거두었으나 워털루 전투(1815년 6월 18일)에서 영국과 프로이센의 연합 공격으로 완패하여 백일천하는 끝났다. 나폴레옹은 다시 퇴위되어 미국으로의 망명도 시도했지만 항구 봉쇄로 단념하였고, 최종적으로 영국 군함에 투항하였다. 영국 정부는 아서 웰즐리 장군의 제안을 받아들여 나폴레옹을 남대서양의 한가운데에 있는 세인트헬레나에 유폐시켰다. 나폴레옹 전쟁에서 영국은 대륙봉쇄령에 대항해 해상봉쇄를 감행해 프랑스와의 경제전쟁에서 승리하고 식민지 무역에도 지배력을 강화하게 되어 영국의 산업이 부흥하게 되었다. 전쟁 기간 중 영국은 최대의 무기 생산국이 되어 동맹국에 무기 제공을 실시하였다.

### 현대
그러다가 20세기에 들어오면서, 앙탕트 코르디알(entente cordiale) 정책을 펴면서, 러일 전쟁 이후 프랑스는 영국 및 러시아와 동맹(삼국 협상)을 맺게 된다. 1940년 프랑스 공방전에서 영국이 프랑스를 버렸다는 인식도 있으나, 양국은 현재까지 대체로 우호적인 관계를 유지하고 있다. 제1차, 제2차 세계 대전 이후 국제관계에서는 보조를 함께 하기 시작했다.
유럽 연합의 미래에 대한 것은 양국간의 해묵은 논쟁 거리이다. 샤를 드 골 대통령 치세의 프랑스는 영국이 유럽 경제 공동체에 가입하는 것을 여러 번 반대하였다. 드 골은 영국이 유럽 이외의 지역 특히 미국과 지나친 동맹 관계라는 점을 내세웠다. 영국이 유럽 경제 공동체에 가입한 후, 영국의 마거릿 대처 수상은 유럽 경제 공동체의 분담금을 줄이는 데 노력하고 이를 얻어냈다. 토니 블레어 영국 총리는 프랑스의 경제 정책에 대하여 회의적인 시각을 나타낸 바 있다. 그러나, 프랑스의 니콜라 사르코지 대통령과 동맹 관계를 구축했다.

## 같이 보기
- 앙주 제국
- 올드 동맹
- 잉글랜드의 프랑스 왕위 요구
- 프랑스-영국 연합
- 백년 전쟁
- 못 믿을 알비온
- 제2차 백년전쟁
- SEPECAT 재규어
- 삼국 협상